# Lemnalia digitata
Lemnalia digitata is een zachte koraalsoort uit de familie Nephtheidae. De koraalsoort komt uit het geslacht Lemnalia. Lemnalia digitata werd in 1898 voor het eerst wetenschappelijk beschreven door May. 